# Julia Steinberger
Pour les articles homonymes, voir Steinberger (homonymie).
Julia Steinberger, née en 1974 à Genève, est une chercheuse en économie écologique et militante politique. 
Professeure à l'université de Leeds puis à celle de Lausanne, elle est spécialiste des enjeux sociétaux liés aux impacts du dérèglement climatique.

## Biographie

### Origines, formation et famille
Julia Karen Steinberger naît en 1974 à Genève,. Elle est originaire d'Onex, dans le même canton et possède également les nationalités américaine et britannique. Elle est la fille de Cynthia Steinberger et du prix Nobel de physique Jack Steinberger, tous deux américains. Elle a un frère cadet.
Elle a suivi une formation en physique aux États-Unis, avec un bachelor à l'université Brown puis un doctorat au Massachusetts Institute of Technology en 2004.
Elle est mariée et mère d'un enfant.

### Parcours universitaire et recherches
Julia Steinberger est professeure à l'université de Leeds de 2011 à 2020. Depuis 2020, elle enseigne à l'université de Lausanne.
Elle mène un projet de recherche intitulé Living well within limits (« Bien vivre à l’intérieur des limites planétaires »).
Elle est coauteure principale du sixième rapport d'évaluation du Groupe d'experts intergouvernemental sur l'évolution du climat (GIEC), pour le troisième groupe de travail, contribuant à la discussion du rapport sur les voies d'atténuation du changement climatique.
En 2022, elle est nommée coresponsable (avec Giorgos Kallis et Jason Hickel à Barcelone) d'un projet de recherche européen intitulé « pacte post-croissance » (Post-Growth Deal, REAL), financé à hauteur de 10 millions d’euros sur 6 ans, par le Conseil européen de la recherche,.

## Engagement politique
Elle est candidate au Conseil national en 2019 sur la liste de « Ensemble à Gauche – Pour une écologie anticapitaliste » dans le canton de Genève. Elle finit avec 2 325 voix première de sa liste, qui n'obtient que 1,80 % des suffrages du canton et aucun siège.

Elle s'est engagée dans le mouvement Extinction Rebellion dès les premières grèves du climat, au Royaume-Uni, puis, en Suisse, dans Degrowth Switzerland (décroissance) et dans Renovate Switzerland. Le 11 octobre 2022, elle est arrêtée pendant quelques heures à la suite d'une action civile non violente de blocage d'une autoroute à Berne avec Renovate Switzerland. Elle témoigne à ce sujet : 

« Le militantisme est une façon d’interpeller la société sur ses priorités et, pour moi, l’unique moyen de ne pas me sentir en déphasage avec mon environnement, avec cette planète et cette biosphère, ou de ne pas trahir les autres êtres humains (…) Je ne vois pas d'autre méthode pour transformer notre situation à la fois urgente et désespérée, pour appeler de nos rêves et actions un monde possible, plein de vie, juste et exempt de cataclysmes. »

Elle signe en 2020 avec plus de 400 scientifiques et activistes un appel à l'Union européenne à sortir du traité de la charte sur l'énergie.

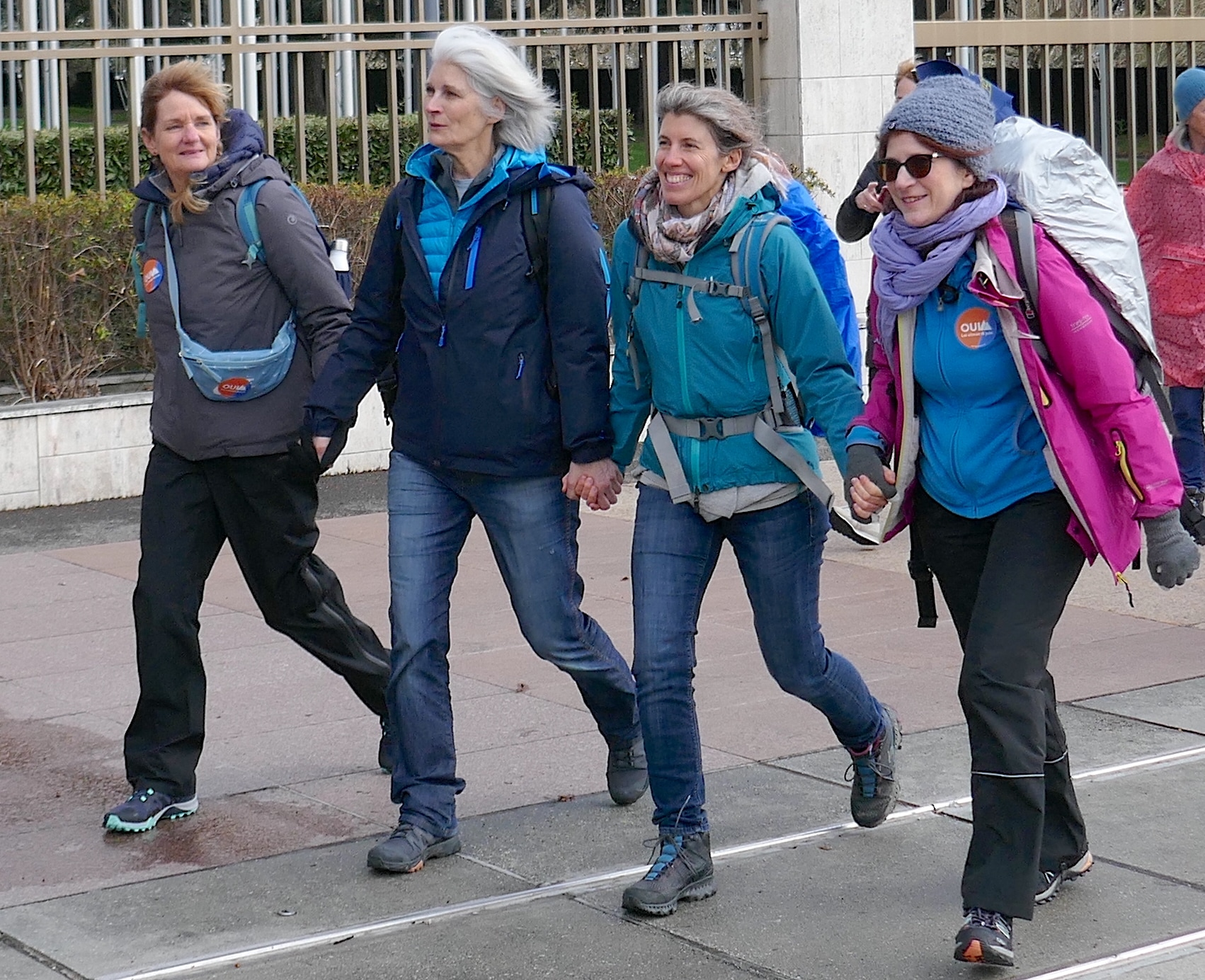
La Marche Bleue.

Avec trois autres personnalités féminines suisses (Irène Wettstein, Valérie D'Acremont, Bastienne Joerchel), Julia Steinberger organise en 2023 une « Marche Bleue » pour le climat, de Genève à Berne, réunissant plusieurs centaines de personnes durant trois semaines.
Elle s'est également engagée dans la cause propalestinnienne, notamment au sein de l'Université de Lausanne.